# Ознака стиснення Коші
Ознака стиснення Коші — названа на честь Огюстена-Луї Коші, є однією з ознак збіжності для нескінченних рядів.
Для незростаючої послідовності {\displaystyle f(n)} невід'ємних дійсних чисел, ряд
{\textstyle \sum \limits _{n=1}^{\infty }f(n)} збігається тоді й лише тоді, коли «ущільнений» ряд {\textstyle \sum \limits _{n=0}^{\infty }2^{n}f(2^{n})} збігається. Крім того, якщо вони збігаються, то суми обмежені співвідношенням:
{\displaystyle \sum _{n=1}^{\infty }f(n)\leq \sum _{n=0}^{\infty }2^{n}f(2^{n})\leq \ 2\sum _{n=1}^{\infty }f(n),}

## Доведення
Погрупуємо доданки в групи з довжиною рівною степеню двійки (1, 2, 4, …):
{\displaystyle {\begin{array}{rcccccccl}\displaystyle \sum \limits _{n=1}^{\infty }f(n)&=&f(1)&+&{\Big (}f(2)+f(3){\Big )}&+&{\Big (}f(4)+f(5)+f(6)+f(7){\Big )}&+&\cdots \\&\leq &f(1)&+&{\Big (}f(2)+f(2){\Big )}&+&{\Big (}f(4)+f(4)+f(4)+f(4){\Big )}&+&\cdots \\&=&f(1)&+&2f(2)&+&4f(4)&+&\cdots =\sum \limits _{n=0}^{\infty }2^{n}f(2^{n})\end{array}}}
Погрупуємо доданки результату в групи з довжиною рівною степеню двійки по іншому (2, 4, 8, …):

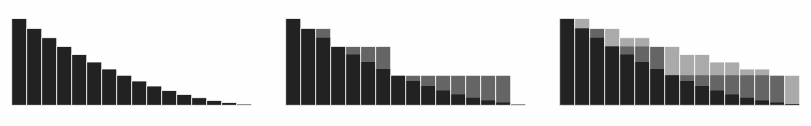
Візуалізація подвійної нерівності. рядів Показані накладеними одна на одну.

{\displaystyle {\begin{aligned}\sum _{n=0}^{\infty }2^{n}f(2^{n})&=f(1)+{\Big (}f(2)+f(2){\Big )}+{\Big (}f(4)+f(4)+f(4)+f(4){\Big )}+\cdots \\&={\Big (}f(1)+f(2){\Big )}+{\Big (}f(2)+f(4)+f(4)+f(4){\Big )}+\cdots \\&\leq {\Big (}f(1)+f(1){\Big )}+{\Big (}f(2)+f(2){\Big )}+{\Big (}f(3)+f(3){\Big )}+\cdots =2\sum _{n=1}^{\infty }f(n)\end{aligned}}}

## Порівняння інтегралів
Заміна {\textstyle f(n)\rightarrow 2^{n}f(2^{n})} нагадує заміну змінної інтегрування {\textstyle x\rightarrow e^{x}}, що дає {\textstyle f(x)\,\mathrm {d} x\rightarrow e^{x}f(e^{x})\,\mathrm {d} x}.
По аналогії з інтегральною ознакою Маклорена — Коші, для монотонної функції {\displaystyle f}: {\textstyle \sum \limits _{n=1}^{\infty }f(n)} збігається тоді і лише тоді, якщо {\displaystyle \displaystyle \int _{1}^{\infty }f(x)\,\mathrm {d} x} збігається.
Підстановка {\textstyle x\rightarrow 2^{x}} дає інтеграл {\displaystyle \displaystyle \log 2\ \int _{2}^{\infty }\!2^{x}f(2^{x})\,\mathrm {d} x}. Оскільки {\displaystyle \displaystyle \log 2\ \int _{2}^{\infty }\!2^{x}f(2^{x})\,\mathrm {d} x<\log 2\ \int _{0}^{\infty }\!2^{x}f(2^{x})\,\mathrm {d} x}, де права сторона відповідає застосуванню інтегральної ознаки до {\textstyle \sum \limits _{n=0}^{\infty }2^{n}f(2^{n})}. Тому, {\textstyle \sum \limits _{n=1}^{\infty }f(n)} збігається тоді і лише тоді, коли {\textstyle \sum \limits _{n=0}^{\infty }2^{n}f(2^{n})} збігається.

## Приклади
Тест може бути корисним при наявності n у знаменнику f.
- Найпростіший приклад: гармонійний ряд {\textstyle \sum _{n=1}^{\infty }1/n} перетворюється в ряд :{\textstyle \sum 1}, який явно розбіжний.

- У прикладі

{\displaystyle f(n):=n^{-a}(\log n)^{-b}(\log \log n)^{-c}.}
Ряд є розбіжним для a > 1 і збіжним для a < 1. Для a = 1, перетворення стиснення дає ряд
{\displaystyle \sum n^{-b}(\log n)^{-c}.}
Тому за аналогією: ряд є розбіжним для b > 1, і збіжним для b < 1. При b = 1 аналогічно працює значення c.
- Аналогічним є алгоритм визначення збіжності для узагальненого ряду Бертрана

{\displaystyle \sum _{n\geq N}{\frac {1}{n\cdot \log n\cdot \log \log n\cdots \log ^{\circ (k-1)}n\cdot (\log ^{\circ k}n)^{\alpha }}}\quad \quad (N=\lfloor \exp ^{\circ k}(0)\rfloor +1)}.
Де {\displaystyle f^{\circ m}} означає m-та ітерація функції {\displaystyle f}, тобто: :{\displaystyle f^{\circ m}(x):={\begin{cases}f(f^{\circ (m-1)}(x)),&m=1,2,3,\ldots ;\\x,&m=0.\end{cases}}}

## Узагальнення Шльомільха
...